# Yelyzaveta Lymar
Yelyzaveta Lymar (12 de junio de 2005) es una deportista ucraniana que compite en natación sincronizada. Ganó una medalla de plata en el Campeonato Europeo de Natación Artística de 2025, en las pruebas equipo técnico y rutina acrobática.

## Palmarés internacional
| Campeonato Europeo | Campeonato Europeo | Campeonato Europeo | Campeonato Europeo |
| Año                | Lugar              | Medalla            | Prueba             |
| ------------------ | ------------------ | ------------------ | ------------------ |
| 2025               | Funchal (Portugal) | Medalla de plata   | Equipo técnico     |
| 2025               | Funchal (Portugal) | Medalla de plata   | Rutina acrobática  |